# Zdeněk Fibich
Zdeněk Antonín Václav Fibich (ur. 21 grudnia 1850 w Všebořicach k. Čáslav, zm. 15 października 1900 w Pradze) – czeski kompozytor, jeden z członków czeskiej szkoły narodowej.

## Życiorys
Studiował w Wiedniu, u B. Smetany w konserwatorium w Pradze (1865-1866) oraz w konserwatoriach w Lipsku, Paryżu i Mannheimie. Prócz muzyki zajmował się historią literatury i malarstwem. Tworzył głównie opery i melodramaty.

## Kompozycje
(na podstawie materiału źródłowego)

### Opery
- Bukovín
- Blaník
- Nevěsta messinská
- Bouře
- Hedy
- Šárka
- Medea
- Pád Arkuna

### Melodramaty
- Hippodamie - trylogia na podst. Jaroslava Vrchlickiego
- Vodník
- Štědrý Den

### Baśnie symfoniczne i symfonie
- Toman a lesní panna
- Othello
- I Symfonia F-dur, op. 17 (1877-1883)
- II Symfonia Es-dur, op. 38 (1892-1893)
- III Symfonia e-moll, op. 53 (1898)

### Utwory orkiestralne i wokalne
- Missa Brevis, op. 21
- Suita na orkiestrę, op. 54

### Muzyka kameralna
- Romans na skrzypce i fortepian, op. 10
- Sonata D-dur na skrzypce i fortepian (1876)
- Sonatina na skrzypce i fortepian, op. 27 (1869)
- Kwartet fortepianowy e-moll, op. 11
- Kwintet fortepianowy D-dur, op. 42
- Kwartet smyczkowy G-dur, op. 8
- Kwartet smyczkowy nr 1, A-dur (1874)